# Produktpipeline
Unter einer Produktpipeline (auch F&E-Pipeline) werden in Unternehmen zwei oder mehr Produkte verstanden, die sich noch in der Produktentwicklung befinden.

## Allgemeines
Der Wortbestandteil „Pipeline“ betrifft eine Rohrleitung, in der an einem Ende etwas hinein- und am anderen Ende wieder hinausfließt. Sinngemäß übertragen auf die Produktpipeline bedeutet dies, dass während des Produktentstehungsprozesses durch Forschung und Entwicklung (F&E) neue Produkte in die Produktpipeline aufgenommen werden und bei Marktreife die Produktpipeline wieder verlassen. Der entsprechende Zeitraum wird als Time-to-Market bezeichnet.
Insbesondere in der Pharma- und Biotechnologie-Industrie gilt sie als wichtiger Indikator für die Innovationsfähigkeit und den Unternehmenserfolg.

## Pharmaindustrie
Ein klassisches Beispiel für die Produktpipeline ist die Pharmaindustrie, dem forschungsintensivsten Wirtschaftszweig in Deutschland.
Die forschenden Pharmaunternehmen beschränken sich in den medizinischen Anwendungsgebieten auf einige wenige, auf die sich ihre Pharmaforschung konzentriert. An die Grundlagenforschung und Wirkstoffsuche präklinische und klinische Forschung an, in denen das Arzneimittel auf Wirksamkeit und Unbedenklichkeit untersucht wird. Die Patentierung des Arzneistoffes erfolgt in aller Regel in der präklinischen und spätestens in der ersten klinischen Phase der Entwicklung. Das Patent berechtigt das Pharmaunternehmen später zur exklusiven Verwertung (Monopol) des Arzneimittels auf dem Pharmamarkt. Für die Herstellung im Großmaßstab erfolgt der Scale-up in den Produktionsprozess. Die Marktreife erreicht ein Arzneimittel mit der Zulassung durch die jeweils zuständige Behörde in den Zielmärkten.
Das Unternehmerrisiko besteht insbesondere darin, dass sich ein Arzneimittel in der klinischen Erprobung nicht bewährt, weil die therapeutische Wirksamkeit nicht nachweisbar ist und/oder das Nebenwirkungsprofil in keinem angemessenen Verhältnis zur Wirksamkeit steht. Das Insolvenzrisiko für Pharmaunternehmen besteht in der Ungewissheit, ob sie nach der Time-to-Market nach Markteinführung durch das Patent als Monopolist noch eine ausreichende Zeit Pioniergewinne erwirtschaften und die Pay-back-Periode bis zum Ende der Marktexklusivität zur Amortisation ihrer Forschungs- und Entwicklungskosten (FEK) nutzen können. Es gibt in Pharmaunternehmen mit der Time-to-Market eine strenge Terminplanung, um die FEK zu minimieren. In der Pharmaindustrie ist der Produktlebenszyklus von Arzneimitteln vergleichsweise relativ kurz.
Die Time-to-Market kann hier eine Zeitspanne zwischen 12 und 15 Jahren umfassen. Nach der Verordnung (EG) Nr. 469/2009 vom 6. Mai 2009 über das ergänzende Schutzzertifikat für Arzneimittel kann ein ergänzendes Schutzzertifikat die Patentlaufzeit in den EU-Mitgliedstaaten, den USA und weiteren Staaten um maximal fünf Jahre verlängern. Unabhängig vom gewerblichen Schutzrecht ermöglicht das Arzneimittelrecht eine mindestens 10-jährige Marktexklusivität.

## Wirtschaftliche Aspekte
Eine Produktpipeline gibt es meist in Mehrproduktunternehmen, doch auch Einproduktunternehmen können durch Produktdifferenzierungen oder Produktvariationen eine Pipeline aufbauen. Die Produktpipeline ist Bestandteil des Product-Lifecycle-Managements, welches dafür sorgen muss, dass zu dem Zeitpunkt, an welchem Produkte durch Produkteliminierung aus dem Markt scheiden, neue Produkte aus der Pipeline zur Marktreife nachrücken. Ist der Produktentstehungsprozess abgeschlossen, verlassen die marktreifen Produkte die Pipeline und werden auf dem Markt durch Markteinführung angeboten. Produktpipelines unterliegen einer ständigen Dynamik, weil neue Produktentwicklungen in die Pipeline aufgenommen werden und im Best Case gleichzeitig ein marktreifes Produkt die Pipeline wieder verlässt.
Produktpipelines gibt es insbesondere bei Unternehmen mit hoher Forschungsintensität, wo die FEK einen großen Anteil an den Gesamtkosten ausmachen. Diesen Kosten stehen bis zur Markteinführung keine Umsatzerlöse gegenüber, so dass die Finanzierung der Pipeline durch den Cashflow aus laufender Produktion erfolgen muss. Nach der Markteinführung darf bei patentierten Produkten der Hersteller alleine die Verwertung übernehmen (Monopolist) und die mit ihnen erzielten Grenzerlöse zur Amortisierung der FEK einsetzen; der Zeitraum bis zur vollständigen Amortisierung wird Pay-back-Periode genannt. Werden mithin die Investitionsausgaben für FEK durch die Umsatzerlöse vollständig gedeckt oder sogar überschritten (Pioniergewinn), hat sich die Produktentwicklung gelohnt. Decken die Grenzerlöse die Kosten dagegen nicht, handelt es sich um einen Flop.
Die Produktpipeline belastet die Gesamtkosten und die Liquidität eines Unternehmens, weil den FEK noch keine eigenen Umsatzerlöse gegenüberstehen, so dass die FEK zunächst aus dem Cashflow zu finanzieren sind. Deshalb unterliegt die Produktpipeline der Quersubventionierung, bis die erfolgreiche Markteinführung neuer Produkte gelingt. Aus diesem Grund muss die Time-to-Market für ein striktes Zeitmanagement sorgen, um die FEK und die Liquiditätsbelastung zu minimieren. Kostenrisiken bestehen darin, dass technologische Risiken und Zeitrisiken nicht exakt planbar sind und die FEK nicht planungssicher machen. Liquiditätsrisiken sind Finanzierungsrisiken und bestehen aus der Unsicherheit, ob das Unternehmen in der Lage sein wird, die notwendigen Mittel bis zum Abschluss der Produktentwicklung zur Verfügung zu stellen.
Die Wartezeit innerhalb der Produktentwicklung kann – trotz eines strengen Zeitmanagements – nicht exakt im Voraus bestimmt werden, wodurch das Reihenfolgeprinzip des First In – First Out manchmal nicht eingehalten werden kann, weil eine Produktentwicklung andere Produkte der Pipeline überholen kann oder im Zeitplan gegenüber anderen Produktentwicklungen zurückfallen kann. Ursache hierfür sind zumeist Job-Stopper, also ungeplant und unerwartet auftretende Arbeitshindernisse und Störungen im Arbeitsablauf, die zu einer Verzögerung im Arbeitsprozess führen. Hierdurch kann die tatsächliche Reihenfolge der Marktreife von der Reihenfolge der Produktentwicklungsplanung abweichen. Die Zeitdauer zwischen Produktentwicklung und Markteinführung sollte dennoch vor allem bei Produktinnovationen mit hoher Dynamik möglichst gering gehalten werden. Eine einseitige Fokussierung auf die Verkürzung der Time-to-Market ist nicht sinnvoll, weil sowohl eine zu frühe als auch eine zu späte Markteinführung mit negativen betriebswirtschaftlichen Folgen verbunden sein kann. Die angelsächsische Fachliteratur verlangt Anstrengungen zur Verkürzung der Innovations- bzw. Entwicklungszeit (englisch Time Based Management, TBM).
Das Unternehmerrisiko einer Produktpipeline besteht insbesondere darin, dass die Entwicklung eines Produkts noch während des Produktentstehungsprozesses aufgegeben wird, weil ein Kundennutzen zu gering ist oder die Produkte als gesundheitsgefährdend einzustufen sind. Zudem kann es vorkommen, dass die FEK nach der Markteinführung teilweise nicht mehr aus den Grenzerlösen des neuen Produkts amortisiert werden können oder die Pay-back-Periode den Patentschutz oder den Produktlebenszyklus überschreitet. Wird ein Produkt nach der Markteinführung durch Produkteliminierung aus dem Markt genommen (etwa wegen Gesundheitsgefährdung), so ist dies kein Risiko der Produktpipeline im engeren Sinne, sondern ein Marktrisiko. So entschloss sich beispielsweise die Bayer AG im August 2001 zum Rückzug des Cholesterinsenkers Lipobay, nachdem einige Todesfälle in den USA und anderen Ländern bekannt wurden.
Die Markteintrittswahrscheinlichkeit beispielsweise in der Pharmaindustrie steigt von 10 % in der präklinischen Phase auf 20 % in Phase I, über 30 % in Phase II, auf 65 % in Phase III und liegt während des Zulassungsverfahrens bei 90 %.
Eine gut gefüllte Produktpipeline erhöht den Unternehmenswert, weil sie künftige Marktpotenziale auf Wachstums- und Zukunftsmärkten signalisiert. Eine „volle Produktpipeline“ sichert die Profitabilität und Wachstumsfähigkeit des Unternehmens.

## Weitere Bedeutungen
In der Verfahrenstechnik, etwa in der petrochemischen Industrie, versteht man unter einer Produktpipeline oder Produktenpipeline eine Pipeline, in der produzierte fluide Stoffe, wie Gase, Flüssigkeiten, Stäube oder rieselfähige, feinkörnige Feststoffe, transportiert werden.